# Шариські Дравці
Шариські Дравці (словац. Šarišské Dravce) — село в Словаччині, Сабинівському окрузі Пряшівського краю. Розташоване в північно-східній частині Словаччини на межі Левоцьких гір та Шариської височини в долині потока Ґодуша.
Уперше згадується у 1295 році.
У селі є римо—католицький костел з XIV століття в готичному стилі, перебудований у 1622, 1657 та 1657 році в стилі ренесансу та бароко.

## Населення
| Рік:            | 1994. | 2004.   | 2014.   | 2024.   |
| --------------- | ----- | ------- | ------- | ------- |
| Кількість осіб: | 1210  | 1244    | 1224    | 1245    |
| Різниця:        |       | +2,80 % | -1,60 % | +1,71 % |

| Рік:            | 2023. | 2024.   |
| --------------- | ----- | ------- |
| Кількість осіб: | 1237  | 1245    |
| Різниця:        |       | +0,64 % |

У селі проживає 1254 осіб.
Національний склад населення (за даними останнього перепису населення — 2001 року):
- словаки — 99,45 %,
- німці — 0,16 %,
- чехи — 0,08 %.

Склад населення за приналежністю до релігії станом на 2001 рік:
- римо-католики — 98,11 %,
- греко-католики — 1,34 %,
- православні — 0,08 %,
- протестанти — 0,08 %,
- не вважають себе вірянами або не належать до жодної вищезгаданої конфесії — 0,32 %.

## Географія
Протікає Кучмановський потік.